# Фиганьер
Фиганьер (фр. Figanières) — коммуна на юго-востоке Франции в регионе Прованс — Альпы — Лазурный берег, департамент Вар, округ Драгиньян, кантон Флейоск.
Площадь коммуны — 28,17 км², население — 2461 человек (2006) с выраженной тенденцией к росту: 2576 человек (2012), плотность населения — 91,0 чел/км².

## Население
Население коммуны в 2011 году составляло — 2559 человек, а в 2012 году — 2576 человек.
| 1962 | 1968 | 1975 | 1982 | 1990 | 1999 | 2006 | 2008 | 2011 | 2012 |
| ---- | ---- | ---- | ---- | ---- | ---- | ---- | ---- | ---- | ---- |
| 481  | 571  | 758  | 1176 | 1634 | 2230 | 2461 | 2523 | 2559 | 2576 |

Динамика населения:

## Экономика
В 2010 году из 1588 человек трудоспособного возраста (от 15 до 64 лет) 1051 были экономически активными, 537 — неактивными (показатель активности 66,2 %, в 1999 году — 66,7 %). Из 1051 активных трудоспособных жителей работали 928 человек (483 мужчины и 445 женщин), 123 числились безработными (52 мужчины и 71 женщина). Среди 537 трудоспособных неактивных граждан 135 были учениками либо студентами, 224 — пенсионерами, а ещё 178 — были неактивны в силу других причин.
На протяжении 2010 года в коммуне числилось 1035 облагаемых налогом домохозяйств, в которых проживало 2546,5 человек. При этом медиана доходов составила 19 тысяч 637 евро на одного налогоплательщика.